# Wilemania moltrechti
Wilemania moltrechti är en fjärilsart som beskrevs av Charles Oberthür 1912. Wilemania moltrechti ingår i släktet Wilemania och familjen mätare. Inga underarter finns listade i Catalogue of Life.